# Djebel Abu Rasein
Djebel Abu Rasein (auch: Jabal Abū Ra’sayn, Mont Abourasséin, arabisch جبل ابوراسين) ist ein Berg der Zentralafrikanischen Republik.

## Geographie
Der Berg liegt im Osten des Landes im Bongo-Massiv, an der Grenze zum Südsudan (Western Bahr el Ghazal). Der Gipfel erhebt sich mit einer Prominenz von etwa 150 m von einem sonst sanft ansteigenden Hochplateau. Er erreicht eine Höhe von 1144 m (1113 m) und liegt in der Präfektur Haute-Kotto in der Unterpräfektur Yalinga. Die Entfernung zur Ortschaft Sam-Ouandja beträgt etwas mehr als 100 km.